# Nuno Espírito Santo
Nuno, właśc. Nuno Herlander Simões Espírito Santo (ur. 25 stycznia 1974 w São Tomé) – portugalski piłkarz, który występował na pozycji bramkarza.

## Kariera klubowa
Nuno urodził się na Wyspach Świętego Tomasza i Książęcej, ale w młodym wieku trafił do Portugalii. Karierę piłkarską rozpoczął w klubie Vitória SC, do której trafił w 1992 roku. Zawodnikiem Vitórii był przez cztery sezony, ale nie osiągnął większych sukcesów z tym klubem. W 1997 roku został bramkarzem hiszpańskiego Deportivo La Coruña. 3 maja tamtego roku zadebiutował w Primera División w wygranym 3:0 meczu z Sevillą. Przez dwa sezony rozegrał w barwach „Depor” tylko dwa spotkania i był trzecim bramkarzem zespołu po Jacques’u Songo’o i Petrze Koubie. W latach 1998–2000 Nuno został wypożyczony do grającej w Segunda División Méridy, której był podstawowym bramkarzem. Latem 2000 kierownictwo Deportivo znów wypożyczył Portugalczyka, tym razem do Osasuny Pampeluna. Tam swój pierwszy mecz rozegrał 10 września przeciwko Celcie Vigo (0:2). Do końca sezonu był pierwszym bramkarzem Osasuny, a w sezonie 2001/2002 wystąpił w dwóch spotkaniach Deportivo i został wicemistrzem Hiszpanii.
Latem 2002 Nuno wrócił do Portugalii. Został piłkarzem FC Porto, które zapłaciło za niego 3 miliony euro. Pełnił rolę rezerwowego dla Vítora Baí. W 2003 i 2004 roku jako jego dubler wywalczył mistrzostwo Portugalii, zdobył także kolejno Puchar UEFA oraz Puchar Mistrzów.
W 2005 roku Nuno wyjechał do rosyjskiego Dynama Moskwa. 6 sierpnia zadebiutował w Premjer-Lidze w wygranym 1:0 wyjazdowym meczu z Saturnem Ramienskoje. W Dinamie był jednym z kilku Portugalczyków obok Jorge Ribeiro, Frechauta, Maniche’a, Costinhi, Luisa Loureiro oraz Cícero. W 2006 roku przegrał jednak rywalizację z Žydrūnasem Karčemarskasem i Siergiejem Owczinnikowem, toteż latem odszedł z zespołu.
Nuno wrócił do Portugalii. Przez pół roku występował w drużynie Desportivo Aves, z którą na koniec sezonu spadł z ligi. Następnie ponownie został zawodnikiem Porto, gdzie był dublerem Brazylijczyka Heltona. W 2010 roku zakończył karierę.

## Kariera reprezentacyjna
W 2008 roku Nuno został powołany przez Luiza Felipe Scolariego do kadry na Euro 2008, gdy na dzień przed spotkaniem z Turcją kontuzji doznał drugi bramkarz zespołu, Quim.

## Kariera trenerska
Karierę trenerską rozpoczął w listopadzie 2010 w Panathinaikosie Ateny, gdzie był trenerem bramkarzy. 1 lipca 2012 objął posadę pierwszego trenera portugalskiego zespołu Rio Ave FC. W lipcu 2014 objął posadę trenera hiszpańskiej Valencii. Valencia pod wodzą Nuno zdobyła czwarte miejsce w tabeli Primera División w sezonie 2014/2015 roku gwarantujące udział w kwalifikacjach do Ligi Mistrzów UEFA. W listopadzie 2015 roku Nuno Espirito Santo złożył dymisję z obejmowanego stanowiska.
W czerwcu 2016 roku został przedstawiony jako nowy trener portugalskiego klubu FC Porto. W maju 2017 został trenerem angielskiego klubu Wolverhampton Wanderers.

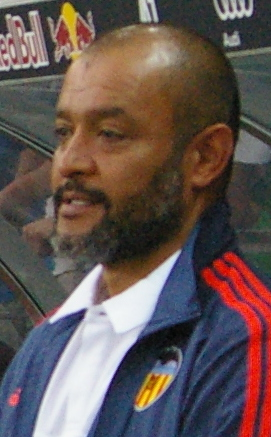